# 女子環法自由車賽
{{#if:|
女子環法自由車賽（法語：Tour de France Femmes）是一項每年舉辦的多賽段女子公路自由車賽。

## 歷史悠久的法國賽事
法國各地舉辦了各項職業女子自由車賽，相當於女子環法自由車賽，其中第一場比賽於1955年舉行。

## 外部連結
- 官方网站